# Guillaume Pellicier II

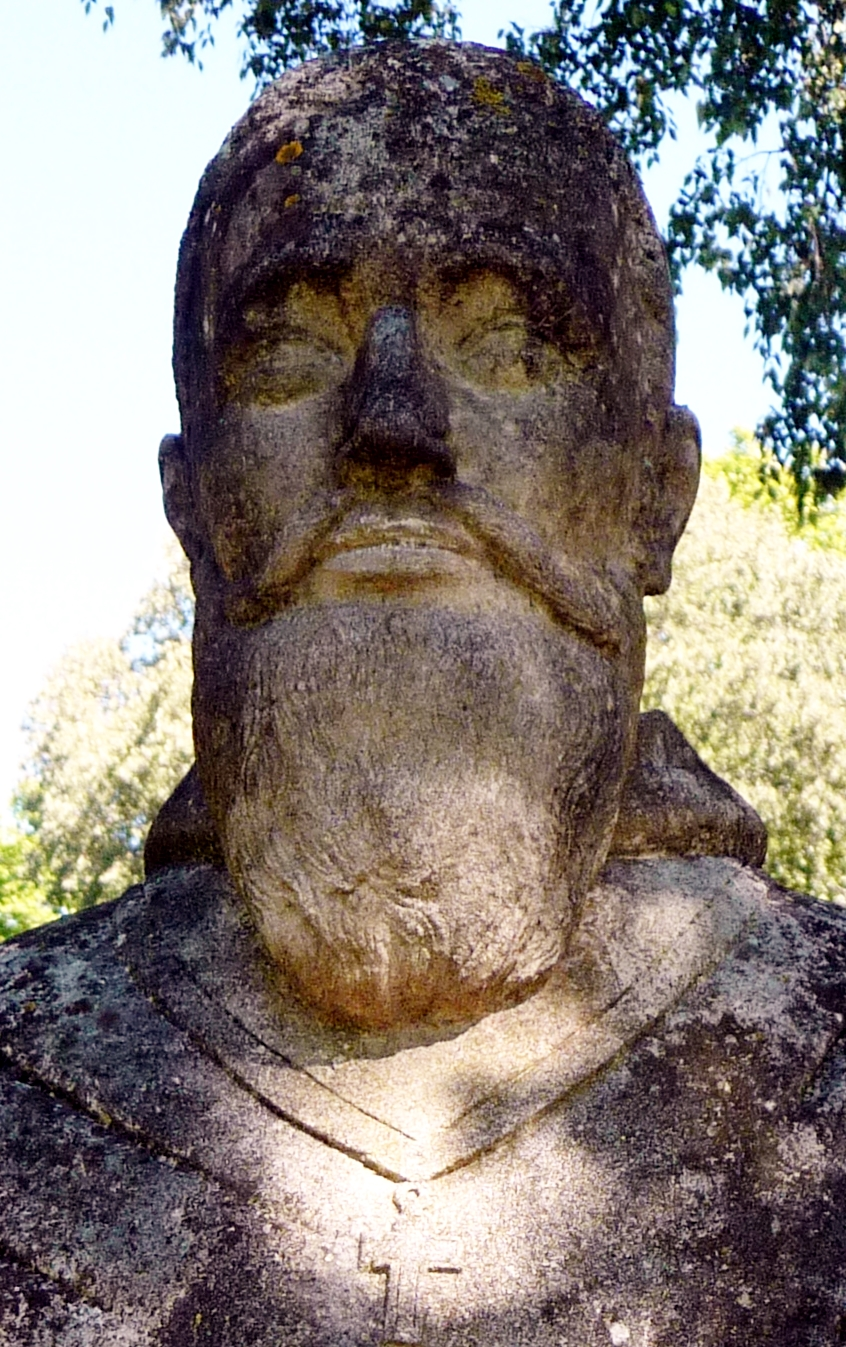
Buste in de Jardin des plantes in Montpellier

Guillaume Pellicier II (Mauguio, 1490 - Saint-Mathieu-de-Tréviers, 1568) was een Franse rooms-katholieke bisschop, diplomaat en humanist.
Guillaume Pellicier krijgt gewoonlijk de aanduiding 'II' om hem te onderscheiden van zijn gelijknamige oom die hij opvolgde als bisschop van Maguelone. Dit was in 1526. In 1536 werd de bisschopszetel verplaatst naar Montpellier en zo werd Pellicier de eerste bisschop van die stad. Hij was een humanist die vriendschapsbanden onderhield met schrijver François Rabelais en met naturalist Guillaume Rondelet. Door koning Frans I van Frankrijk werd hij als diplomaat naar Rome gestuurd. Tussen 1539 en 1542 was hij ambassadeur in Venetië. Daar verzamelde hij oude manuscripten waarvan hij er sommige ter plaatse liet overschrijven, in totaal 252 Griekse codices, die hij met zich meebracht naar Frankrijk.
Door het Parlement van Toulouse werd Pellicier beschuldigd van ketterij en hij werd gevangen gezet. Hij werd echter gerehabiliteerd en kon in 1558 terugkeren naar zijn bisdom. Hij overleed in 1568 en werd begraven in de kathedraal van Maguelone. Pellicier hield zijn paleis in Melgueil (Mauguio) aan en in zijn testament voorzag hij gelden voor het onderhoud van dit paleis.